# 岡山芸術創造劇場
岡山芸術創造劇場（おかやまげいじゅつそうぞうげきじょう、英: Okayama Art Creation Theater）は、岡山県岡山市北区表町にある文化芸術施設。中国・四国地方で唯一、大・中・小の3つの劇場を備える。一般公募にもとづく愛称はハレノワ。

## 概要
老朽化した岡山市民会館（北区丸の内）と市民文化ホール（中区小橋町）を移転統合し、文化芸術施設を核とした店舗、オフィス、住居からなる複合ビルを、岡山市中心部「都心kmスクエア」の南東角を占める木下大サーカスの本社など文化的施設が立地する北区表町千日前地区に再開発事業の一環として整備された。
市内では同じ「都心1kmスクエア」の北東角に位置する岡山シンフォニーホールに並ぶ規模の劇場である。
民間再開発組合が総事業費約265億円をかけ2棟の再開発ビルを建設し、このうち低層棟の大部分を岡山市が取得して劇場を整備し、高層棟はオフィスの他、タワーマンション「ライオンズタワー岡山千日前」を整備。
再開発ビルの名称をハレミライ千日前、劇場の愛称をハレノワ、全天候型広場の愛称を千日前スクエア、劇場入口、表町南端の千日前商店街に通じる道路の愛称を千日前ハレノワ通りにそれぞれ決定した。
近接する岡山シンフォニーホールは残響などの良さからプロオーケストラの岡山フィルハーモニック管弦楽団をはじめとした主にオーケストラなどのクラシックコンサートが中心だったが、本施設は音楽などのコンサートはもちろんのこと、市の既存施設では困難だった大型トラックの搬入が可能となり、大がかりな舞台装置が使えるようになることから舞台芸術やミュージカルなどを中心とした演劇の利用を想定し、旧市民会館では観られなかった様々な文化に親しめるようになり、市の一つの大きな文化拠点と位置付け、中四国初の創造型劇場として開業する。
また大劇場の映像を中劇場でも観ることができ、医学会などのセミナーやその他コンベンションにも対応しており、その場合は飲食も可能である。
また館内の大階段やテラス、壁面などに須藤玲子、桑田卓郎、平子雄一らによるアート作品4点が常設展示されている。
2022年12月28日に劇場部分が竣工し、常設展示の作品や備品の搬入などを進め2023年6月4日にプレオープン、9月1日にグランドオープン（一般利用は10月1日から利用開始）。

## 沿革
- 2014年2月 - 「千日前地区市街地再開発準備組合」を設立[16]。
- 2016年6月 - 当地区が新しい文化芸術施設の整備地として決定[16]
- 2017年3月 - 「岡山市表町三丁目10番11番23番24番地区第一種市街地再開発事業」都市計画決定[16]。
- 2018年
  - 1月 - 「岡山市表町三丁目10番11番23番24番地区第一種市街地再開発事業」事業計画認可[16]。
  - 2月 - 「岡山市表町三丁目10番11番23番24番地区市街地再開発組合」を設立。特定業務代行者に竹中工務店・荒木組・小倉組を決定。参加組合員に大京・穴吹工務店を決定[16]。
  - 8月 - 参加組合員に岡山市を決定[16]。
  - 10月 - 権利変換計画認可[16]。
- 2019年
  - 1月 - 解体工事着手・公共施設工事着手[16]。
  - 11月 - 施設建築物工事着手[16]。
- 2021年
  - 8月24日 - 岡山芸術創造劇場の愛称が「ハレノワ」に決定[11]。
- 2022年
  - 6月5日 - シンボルマークと大劇場、中劇場の緞帳デザインが決定[17][18]。
  - 6月23日 - こけら落とし公演がメディアに決定[19]。
  - 10月12日 - 市道　表町21号線（西大寺町商店街から国道250号まで）「千日前商店街」の道路愛称が「千日前ハレノワ通り」に決定[20]。
  - 12月28日 - 岡山芸術創造劇場ハレノワが竣工。岡山市に引き渡される[21]。
- 2023年2月13日 - 再開発ビル「ハレミライ千日前」の竣工式を挙行[22]。
  - 4月27日 - 開館PRラッピング路面電車の運行開始[23]。
  - 6月4日 - プレオープン。
  - 9月1日 - グランドオープン。

## 館内設備
- 大劇場[24]
  - 座席数：1,753席
    - 1階席：1,054席
    - 2階席：347席
    - 中2階席：14席
    - 3階席：338席

  - 楽屋
    - 大劇場付属楽屋：6室
    - 別途有料楽屋：10室

  - 舞台設備
    - プロセニアム形式：間口18 m／高さ10 m／奥行16.7 m
    - 残響時間：満席時／未測定、空席時／1.3 - 1.7秒

  - 技術諸室
    - ⾳響調整室
    - 調光操作室
    - 投影室
- 中劇場[25]
  - 座席数：807席
    - 1階席：564席
    - 2階席：243席

  - 楽屋
    - 中劇場付属楽屋：5室
    - 別途有料楽屋：3室

  - 舞台設備
    - プロセニアム形式：間口16.15 m／高さ10.3 m／奥行12.55 m
    - 音響反射板
    - 組立式舞台床
    - 残響時間：満席時／未測定、空席時／1.1 - 1.5秒
（音響反射板使用時 ：満席時／未測定、空席時／1.5 - 1.9秒）

  - 技術諸室
    - ⾳響調整室
    - 調光操作室
- 小劇場[26]
  - 座席数：300席
    - 1階席：300席

  - 楽屋
    - 小劇場付属楽屋：4室

  - 舞台設備
    - 平土間形式：間⼝16.6 m／⾼さ6 m／奥⾏16.6 m
    - 残響時間：満席時／未測定、空席時／未測定
- アートサロン[27]
  - 座席数：300席
    - 1階席：300席

  - 楽屋
    - アートサロン付属楽屋：2室

  - 舞台設備
    - 平土間形式：間⼝15.6 m／⾼さ6 m／奥⾏15.1 m
    - 残響時間：満席時／未測定、空席時／1.0秒
- 練習室：11室
- 製作工房：3室
- ギャラリー
- 千日前スクエア：アトリウム、カフェ、ベーカリー、コンビニ

## フロア構成
- B2階：小劇場、第1-第2練習室
- B1階：製作工房
- 1階：千日前スクエア、カフェ、ベーカリー、コンビニ
- 2階：大劇場、中劇場、劇場事務室
- 3階：ギャラリー、ボックスオフィス、第3-第7練習室
- 4階：アートサロン、第8-第11練習室
- 5-7階：オフィス
- 8-20階：ライオンズタワー岡山千日前

## 建築概要
※ 劇場と合築の20階建てタワーを含む再開発事業全体のもの。
- 設計：竹中工務店・荒木組・小倉組[28]
- 施工：竹中工務店・荒木組・小倉組[28]
- 構造：S・RC・SRC造[28]
- 竣工：2022年12月28日[28]
- 階数：地上20階・地下2階・塔屋1階[28]
- 最頂部：83.692 m
- 用途：文化芸術施設・店舗・業務・住宅[28]
- 敷地面積：8858.44 m2[29][30]
- 建築面積：－
- 延床面積：約40,000 m2[28]

## アクセス
- 岡電バス 四件屋経由桑野営業所・岡山ふれあいセンター・三幡南・新岡山港方面行き 岡山芸術創造劇場ハレノワ前下車 徒歩3分
- 両備バス イオン岡山・市役所入口経由西大寺行き 千日前・岡山芸術創造劇場ハレノワ南下車 すぐ
- 岡山電気軌道東山本線 西大寺町・岡山芸術創造劇場ハレノワ前下車 徒歩5分
- 岡山電気軌道清輝橋線 大雲寺前電停下車 徒歩5分